# Guji-Oromo
Die Guji (seltener auch Gudji oder Guǧǧi geschrieben) sind eine Untergruppe der Oromo. Sie leben vorwiegend im Süden Äthiopiens in der Verwaltungszone Borena bzw. in der neu gegründeten Guji-Zone in der Region Oromia, ein kleiner Teil lebt auch im Gebiet von Wondo Genet in der Region Sidama sowie im Nechisar-Nationalpark in der Region der südlichen Nationen, Nationalitäten und Völker. Die Bevölkerungszahl der Guji liegt bei etwa einer Million. Von Nachbarvölkern wurden sie historisch auch Jam Jam oder Jam Jamtu genannt.

## Lebensweise und Kultur

### Gesellschaftliche Ordnung
Die Guji sind eine Konföderation von drei Gruppen – den Uraga, Mati und Hoku –, die sich als blutsverwandt betrachten. Historisch hatten diese Untergruppen jeweils eigene Gebiete und eigene „Altersklassenführer“ (abba gada) als politische Führungspersönlichkeiten. Sie agieren in Konflikten gemeinsam, helfen sich gegenseitig bei wirtschaftlichen Schwierigkeiten und führen Rituale im Rahmen des gada-Systems gemeinsam durch. Die kulturellen Unterschiede sind gering, Menschen können sich frei zwischen den drei Gruppen bewegen und sich im Gebiet einer anderen Gruppe niederlassen, und Mischehen sind häufig. Alle drei Gruppen sind in die endogamen Moieties Kontoma und Darimu aufgeteilt. Auf der nächstniedrigen Stufe sind die Uraga und Hoku in je sieben und die Mati in drei exogame Clans gegliedert.
Die Clans sind ihrerseits in eine unterschiedliche Zahl von Segmenten untergliedert, die mana („Haus“) genannt werden und zahlreiche patrilineare Lineages umfassen. Die einzelnen Familien sind patriarchale Großfamilien. Ehen werden meist aufgrund eigener Wahl und Vereinbarung zwischen den Familien von Braut und Bräutigam geschlossen. Polygynie, Patrilokalität, alleinige Vererbung an den Erstgeborenen und Schwagerehe sind üblich. Traditionell lebten die Familien verstreut über die Hügel und bildeten „Nachbarschaften“ (ola), in den 1980er Jahren wurden die Guji jedoch gezwungen, in geschlossene Dörfer unter Kontrolle der äthiopischen Regierung zu ziehen.
Traditionell bestimmte das Altersklassensystem gada die Gesellschaft der Guji. Dieses System teilt das Leben des Einzelnen in Stufen ein, die idealerweise acht Jahre umfassen und zwischen denen die Übergänge zeremoniell begangen werden. Jede Stufe ist mit bestimmten Tätigkeiten, gesellschaftlichen Rollen, Geboten und Verboten verbunden. Seine früheren militärischen, wirtschaftlichen und rechtlichen Funktionen hat das gada-System zum Teil verloren. Gegenwärtig gibt es bei den Guji 13 Abstufungen zwischen Kindheit und Alter.

### Wirtschaftsweise
Die Guji bewohnen verschiedene Höhenlagen von Berggebieten über 3000 Meter bis zu tief gelegenem, heißem Grasland. Im Hochland bauen sie vorwiegend Gerste und Hülsenfrüchte an, in den Tälern Mais und Teff, zudem hat jeder Haushalt nach Möglichkeit ein Feld mit Ensete. Kulturell messen die Guji der Rinderhaltung den größten Wert bei, und wer viele Rinder besitzt, wird hoch geachtet, wer hingegen ohne Rinderbesitz ist, gilt nicht als richtiger Guji. Ferner werden auch Schafe, Ziegen und Pferde gehalten.

### Religion
Rinder sind in der traditionellen Religion der Guji auch für Opferhandlungen wichtig. Die alte Religion der Guji umfasst den Glauben an einen Gott (Waqa) und an den Teufel (Durissa). In Schreinen, die Woyyu genannt werden, wird gebetet und geopfert. Bestimmten Personen werden besondere rituelle Kräfte zugesprochen, so dem Qallu als religiöses Oberhaupt im gada-System und den abba gada. Diese Persönlichkeiten sind entsprechend für rituelle und religiöse Handlungen zuständig, darunter das Kommunizieren mit Orakeln, Besessenheit und Prophezeiungen. In jüngerer Zeit haben sich durch die Modernisierung und die Einführung der großen Weltreligionen allerdings Änderungen ergeben, und insbesondere seit 1974 sind zahlreiche Guji-Bauern zum Christentum (v. a. Protestantismus) oder zum Islam konvertiert.

## Geschichte

### Kaiserreich, Kommunismus
Die Guji halten ihr Gebiet für das Ursprungsland, von wo aus die Oromo im 16. und 17. Jahrhundert expandierten, und tatsächlich dürfte dieses Ursprungsland im Guji-Gebiet oder in der näheren Umgebung liegen. Innerhalb der Oromo stehen die Guji den benachbarten Borana und Arsi am nächsten. Diese drei Untergruppen sprechen einen gemeinsamen Dialekt der Oromo-Sprache, der Borana-Arsi-Guji genannt wird, und stehen sich auch historisch und kulturell nahe.
Die Guji von Wondo Genet leben seit Jahrhunderten unter den dortigen Sidama und haben sich ihnen kulturell assimiliert. Traditionell betrachteten die Guji mit Ausnahme der Sidama und der Gedeo sämtliche benachbarten Volksgruppen als Feinde (Borana, Arsi, Burji, Konso, Wolaytta, Koyra, Gamo, Garre), vor allem die Arsi und Borana. Mit den Sidama waren sie gegen die Arsi verbündet.
Ihre feindseligen Beziehungen zu den Arsi und Borana erklärten die Guji mit einer Legende, wonach Boro, Arse und Gujo drei Halbbrüder gewesen seien, deren Mütter in Streit gerieten. Die drei Söhne hätten jeweils an ihrer Seite zusammen mit weiteren Familienmitgliedern gekämpft, wobei es Tote gegeben habe, und anschließend seien die drei Mütter mit ihren Kindern zu ihren Vätern zurückgekehrt. Die drei Gruppen charakterisierten ihre Beziehung mit dem Begriff Siddi Saddin, „drei Feinde gegeneinander“. Dabei betrachteten sie sich gegenseitig als akaku oder „gleichwertige Menschen“, die zu töten die größte Ehre (mida oder mirga) ist. Diese Ehre war mit dem Recht verbunden, zwei Jahre lang das Haar mit Butter zu schmieren, bestimmte Lieder zu singen und an der „Zeremonie derjenigen, die einen gleichwertigen Feind getötet haben“ am kuda-Fest teilzunehmen. Einen Feind aus einer sonstigen Volksgruppe zu töten, war eine weniger große Ehre. Aus wirtschaftlichen und politischen Gründen sowie aufgrund von Anforderungen des gada-Systems gab es immer wieder Konflikte.
1896 wurde das Gebiet der Guji von den Truppen Meneliks II. erobert und in Äthiopien eingegliedert. Kontakte mit benachbarten Volksgruppen, die zuvor meist auf Handel in Randgebieten beschränkt waren, fanden nun auch auf Märkten und in Städten statt, das gegenseitige Betreten von Gebieten war aber weiterhin gefährlich. Wahrscheinlich zogen Guji nach der Eroberung vermehrt nach Westen in das Rift-Tal hinab in das Gebiet des heutigen Nechisar-Nationalparks und bis Arba Minch, um sich dem näftäñña-System zu entziehen.
In der zweiten Hälfte des 20. Jahrhunderts kamen vermehrt Gedeo – deren eigenes Gebiet dicht besiedelt ist – in das Gebiet der Guji, um sich als Pächter niederzulassen. Nach der Machtübernahme des kommunistischen Derg-Regimes wurde mit der Landreform von 1975 der Boden zum Staatsbesitz, für den Guji-Bauern ebenso wie ihre Gedeo-Pächter vererbbare Nutzungsrechte erhielten. Damit wurde die Stellung der Guji geschwächt und diejenige der zugewanderten Gedeo gestärkt.
Die Guji, die als Viehzüchter im Gebiet des 1974 gegründeten Nechisar-Nationalpark lebten, wurden 1982 gewaltsam vertrieben, da ihre Anwesenheit und Überweidung durch ihre Rinderherden als Gefahr für den Nationalpark gesehen wurde.
Ab 1986 wurden die Guji zwangsweise in geschlossene Dörfer unter Kontrolle der äthiopischen Regierung umgesiedelt, eine in weiten Teilen der Oromo- und Somali-Gebiete angewandte Strategie, um Rebellengruppen wie die Oromo-Befreiungsfront zu bekämpfen. Die Zwangsumsiedlungen führten zu Viehverlusten, lokaler Überweidung und Entwaldung und zur Verarmung der Guji. Gegenwärtig bemühen sich die Guji darum, ihre bewährte frühere Lebensweise wiederherzustellen und wieder Häuser an ihren früheren Stellen zu errichten.

### Seit 1991
Nach 1991 führte die neue EPRDF-Regierung tiefgreifende Änderungen an der Verwaltungsgliederung Äthiopiens durch, indem ein auf ethnischer Zugehörigkeit basierender Föderalismus eingeführt wurde. Diese Neugestaltung veränderte auch das Verhältnis zwischen den Guji und ihren Nachbarn, indem Guji und andere Oromo zusammenrückten und sich von den Nicht-Oromo distanzierten. 1992 kam es zum Konflikt zwischen den bislang verbündeten Sidama und Guji um Wondo Genet wegen der Frage, ob das Gebiet zur Oromo-Region Oromia oder zur Sidama-Zone (Region der südlichen Nationen, Nationalitäten und Völker) gehören sollte. Dabei verbündeten sich die Sidama auf der einen Seite mit den Hadiyya, Kambaata und Wolaytta – die sie zuvor bekämpft hatten – und die Guji und Arsi auf der anderen Seite. Als Wondo Genet größtenteils der SNNPR zugeteilt wurde, protestierten Guji erfolglos mit einer Petition an die Regierung. Guji-Kinder in der Sidama-Zone werden seither in den Schulen auf Sidama unterrichtet. 1998 gab es Konflikte mit den Gedeo im Zusammenhang mit den Landrechten.
Bereits die Oromo-Befreiungsfront hatte ein Zusammengehörigkeitsgefühl aller Oromo und ethnischen Nationalismus gefördert, ebenso die mit der EPRDF verbündete Demokratische Organisation des Oromovolkes, die in Oromia regiert. Diese Bemühungen führten zu einer Versöhnungszeremonie zwischen Guji und Arsi, die gelobten, sich fortan als Brüder zu behandeln. Dahinter stand nicht zuletzt der Gedanke, gemeinsame Interessen als Oromo, etwa bezüglich der Unterrichtssprache, gemeinsam besser durchsetzen zu können. Als es 2001 zu Kämpfen zwischen den Borana und den Garre kam, kämpften Arsi und Guji auf Seiten der Borana. Nichtsdestoweniger haben manche Guji und Arsi, die tief im Gebiet der Sidama leben, ihre durch Nachbarschaft, Freundschaft, Heiraten und Verwandtschaft gefestigten Beziehungen zu den Sidama beibehalten.
Die aus dem Nechisar-Nationalpark vertriebenen Guji kehrten in den 1990er Jahren wieder zurück. Ab Mitte der 1990er Jahre planten die Behörden mit Unterstützung der EU eine erneute Umsiedlung der Guji aus dem Park. Neben dem Bestreben, den Park zu schützen und für den Tourismus zu nutzen, spielten auch Befürchtungen der Regionalregierung der SNNPR eine Rolle, dass die Oromia-Region aufgrund der Anwesenheit der Guji den Park beanspruchen könnte. Im Dezember 2004 brannten Parkwächter und die Polizei Hunderte temporäre Behausungen der Guji nieder.